# Alik Gershon
Alik Gershon (Hebreeuws: אליק גרשון) (Dnjepropetrovsk, Oekraïne, 3 juni 1980) is een Israëlische schaker. Hij is sinds 2000 een grootmeester (GM). 
In 1994 was hij de Wereldkampioen Jeugdschaken in de categorie tot 14 jaar, in 1996 was hij hetzelfde in de categorie tot 16 jaar.
In 2000 werd hij kampioen van Israël, gedeeld met Boris Avroech. 
In 2002 won hij het Open toernooi van de Schachwoche in Winterthur.
In 2007 won zijn boek San Luis 2005 (geschreven samen met Igor Nor) de "Boek van het Jaar"-award van de Engelse Schaakfederatie.

## Simultaanschaken
Op 21 oktober 2010 behaalde hij een Guinness Wereldrecord in simultaanschaken na het spelen tegen 523 tegenstanders in Tel Aviv. Na 18 uur en 30 minuten, had hij 454 partijen gewonnen (86%), er 11 verloren en 58 remises gespeeld. Het record was sinds 13 augustus 2009 in handen geweest van Morteza Mahjoob. Op 9 februari 2011 werd zijn record verbroken door de Iraanse schaker Ehsan Ghaem-Maghami.